# Kim Jong-Won
Kim Jong-Won (en coreano: 김종원; 20 de noviembre de 1975) es un deportista surcoreano que compitió en judo. Ganó dos medallas en el Campeonato Asiático de Judo en los años 1995 y 1997.

## Palmarés internacional
| Campeonato Asiático | Campeonato Asiático | Campeonato Asiático | Campeonato Asiático |
| Año                 | Lugar               | Medalla             | Categoría           |
| ------------------- | ------------------- | ------------------- | ------------------- |
| 1995                | Nueva Delhi (India) | Medalla de bronce   | –60 kg              |
| 1997                | Manila (Filipinas)  | Medalla de oro      | –65 kg              |